# (466996) 2016 CZ22
(466996) 2016 CZ22 es un asteroide perteneciente al cinturón de asteroides, descubierto el 16 de enero de 2008 por el equipo Spacewatch desde el Observatorio Nacional de Kitt Peak (Arizona, Estados Unidos).